# Pterophorus ebbei
Pterophorus ebbei là một loài bướm đêm thuộc họ Pterophoridae. Loài này có ở New Guinea.